# 오반야쿠
오반야쿠(일본어: 大番役)는 일본 헤이안 시대에 궁성이나 시가를 교대고 경비하던 각 지방의 사무라이를 말한다.